# Luce (mascote)
Luce (Italiano: [ˈlutʃe] , que significa "luz") é a mascote oficial do Jubileu de 2025. Desenhada pelo fundador da tokidoki Simone Legno, ela representa uma peregrina católica. Luce tem um cachorro de estimação chamado Santino e amigos chamados Fe, Xin e Sky. Os designs de Luce e seus amigos foram comparados aos personagens de anime e aos personagens da Sanrio.
Ela tem cabelos azuis e usa uma capa de chuva amarela, cuja cor faz referência à bandeira da Cidade do Vaticano e também como símbolo de "viajar pelas tempestades da vida". Ela carrega um cajado de peregrino, que representa "a peregrinação em direção à eternidade", e usa botas manchadas de lama para representar "uma jornada longa e difícil". Seus olhos contêm o formato de vieiras, que são um símbolo tradicional da peregrinação católica; seus olhos brilhantes foram descritos como "um símbolo da esperança do coração". Ela também usa um rosário. Simone Legno disse que espera que “Luce possa representar os sentimentos que ressoam nos corações das gerações mais jovens”.
Luce foi apresentada por Rino Fisichella em 28 de outubro de 2024. Ele disse que Luce foi inspirada pelo desejo da Igreja Católica de "viver até mesmo junto a cultura pop tão amada por nossos jovens". Ela está planejada para representar a Cidade do Vaticano na Lucca Comics and Games em 2024, que será a primeira vez que o Vaticano participará oficialmente de uma convenção de quadrinhos. Luce também representará a Cidade do Vaticano na Expo 2025 no Japão.
Após a revelação de Luce, ela rapidamente gerou memes na Internet. Usuários online fizeram piadas sobre a Igreja Católica abraçar visuais de anime, e alguns fizeram comparações entre o design de Luce e o design de Ai Ohto, a protagonista de Wonder Egg Priority.